# Пащенко Вадим Ілліч
Вадим Ілліч Пащенко (21 грудня 1918, Кобеляки, Полтавська обл. — 9 червня 2011, Київ) — український літературознавець і перекладач. Кандидат філологічних наук (1953), професор (2001).

## Життєпис
У 1937-41 навчався на факультеті західноєвропейських мов і літератур Київського університету імені Тараса Шевченка. В 1942-46 служив у Радянській армії; в 1943 — закінчив Ташкентське військове училище. Учасник Другої світової війни. В 1944 закінчив Казахський державний університет (м. Алма-Ата).
У Київському університеті у 1949-52 роках — навчався в аспірантурі при кафедрі зарубіжної літератури; 1952-94 — викладав зарубіжну літературу на цій кафедрі на посадах викладача, старшого викладача, доцента, в.о. проф.; 1962-65 — декан факультету іноземних мов; 1953 р. захистив кандидатську дисертацію.
Помер на 93-му році життя 9 червня 2011 року.

## Праці
Наукові та науково-методичні праці присвячені історії античної літератури, історії французької літератури від Ренесансу до ХХ ст. Автор 4 наукових монографій, співавтор 5 посібників та підручників з античної літератури, автор 200 статей та передмов. Основні праці:
- Антиколоніальний роман сучасної Франції. К., 1969;
- Гі де Мопассан. Життя і творчість. К., 1980;
- Антична література (у співавт.). К., 2001;
- Світ міфів та легенд Еллади (у співавт.). К., 2007.

Серед худ. перекладів — проза сучасних франкомовних прозаїків та давньофранцузький героїчний епос «Пісня про Роланда» (К., 2003).
Серед літературознавчих творів:
- В. Пащенко: «Нещастя бути закоханим». Післямова у виданні: Стіль А. Роман-сон. — Переклад з французької Віктора Омельченка. — Київ: Дніпро, 1980. — сторінки 149—156. Тираж 65 000.

## Нагороди
медалі «За оборону Києва», «За перемогу над Німеччиною», Почесні грамоти МОН України, звання «Почесний ветеран праці КНУ».